# Armutlu (district)
Armutlu is een Turks district in de provincie Yalova en telt 7.210 inwoners (2007). De hoofdplaats is de gelijknamige stad Armutlu. Het district heeft een oppervlakte van 238 km².
De bevolkingsontwikkeling van het district is weergegeven in onderstaande tabel.
| 1997  | 2000  | 2007  |
| ----- | ----- | ----- |
| 6.263 | 7.858 | 7.210 |

Altınova · Armutlu · Çiftlikköy · Çınarcık · Termal · Yalova